# 世田谷区立尾山台中学校
世田谷区立尾山台中学校（せたがやくりつおやまだいちゅうがっこう）は、東京都世田谷区尾山台に所在する公立中学校。

## 概要
- 校歌はNHK連続テレビ小説『エール』のモデルとなった古関裕而が作曲をした[1]。

## 沿革
- 1950年2月20日 - 設置認可
- 1950年4月1日 - 山口孝 初代校長着任
- 1951年11月18日 - 校歌制定
- 1955年3月19日 - 火災で焼失
- 1961年11月6日 - カナダウィニペグ市プリンシパル・スパーリング校と姉妹校になる
- 1999年5月7日 - 先進的教育ネットワークモデル地域事業参加校に決定
- 2005年4月1日 - 世田谷区教育ビジョン推進研究開発校（ボランティア教育『共に生きる』）
- 2009年4月1日 - 特別支援学級｢ひまわり学級｣開設
- 2015年4月1日 - 心と体の元気アップ体力向上･健康推進モデル校指定（世田谷区）オリンピック･パラリンピック教育推進校指定（東京都）
- 2016年4月1日 - 平成28年度スーパーアクティブスクール（東京都）
- 2022年9月26日 - 学校情報化優良校認定（2025年3月31日まで）

## 校訓
「明るく、元気で、楽しい『樂校』」

## 通学区域
- 尾山台
- 玉堤
- 等々力、野毛の一部

## 著名な出身者
- 上杉和彦（歴史学者、元明治大学文学部教授）
- 井上輝彦（作詞家、作曲家[注 1]、音楽プロデューサー）

## 部活動

### 運動部
- 野球部
- テニス部
- サッカー部
- バスケットボール部
- バドミントン部
- バレーボール部
- 体力向上部

### 文化部
- 吹奏楽部
- 日本文化部
- 美術部
- 科学部

## 各部活動の成績
吹奏楽部
- 2018年 ジュニア打楽器アンサンブルコンクール全国大会 優秀賞
- 2018年 第58回東京都中学校吹奏楽コンクール B組 金賞（3年連続金賞）
- 2024年 第64回東京都中学生吹奏楽コンクール A組 金賞・代表
- 2024年 第64回東京都吹奏楽コンクール 銀賞

バレーボール部
- 令和4年度 第61回東京都中学校総合体育大会バレーボール競技兼第76回東京都中学校バレーボール選手権大会出場
- 令和4年度 第66回東京都中学校バレーボール新人大会出場

## 交通アクセス
- 東急大井町線尾山台駅下車、徒歩4分
- 東急バス 等01 尾山台中学校下車、徒歩3分